# Revolução (filme de 1975)
Revolução é um documentário português de 1975, realizado pela professora, escritora, ensaísta e artista plástica Ana Hatherly (Porto, 15 de Junho de 1929 - Lisboa, 5 de Agosto de 2015).
A direcção de som é de Alexandre Gonçalves.

## Enquadramento
No ano de 1974, Hatherly faz, a caminho do Egipto, uma pequena escala na capital portuguesa. Contagiada pelo espírito de exaltação, libertação e entusiasmo que se vivia, depressa abandonaria os seus planos originais, decidindo permanecer, com vista a celebrar e eternizar o momento, registando as suas impressões tanto em projectos na área do cinema como em fotografias, pinturas ou colagens. Dentro desta última categoria, a série Ruas de Lisboa (1977) complementa particularmente a parafernália imagética e a explosão de energia que vemos no filme de 1975.

## Sinopse
Em Revolução, Hatherly recorre a uma câmara Super-8 para capturar, de forma experimental, as paredes de Lisboa após o 25 de Abril, retratando cartazes de propaganda política, graffiti e murais - veículos fundamentais para a disseminação de mensagens revolucionárias e palavras de ordem, simbólicos meios de apropriação e intervenção. 
Para Sandra Vieira Jürgens: "A um ritmo veloz, as imagens registadas e a montagem do filme representam exemplarmente a manifestação plural de vozes na cena política portuguesa bem como a participação colectiva e a euforia contagiante vivida no espaço público. (...) Ana Hatherly regista, documenta, actua nas ruas da cidade, posicionando-se criativamente perante as características marcantes da cultura urbana num momento tão significativo (...)". Assente numa retórica etnográfica de salvaguarda, este filme de 11 minutos oferece-nos um raro vislumbre desse período conturbado da história de Portugal.
Com estreia na Bienal de Veneza de 1976, Revolução integra um conjunto de curtas-metragens dessa época, do qual fazem parte Diga-me, O Que É A Ciência? (I e II), do mesmo ano, Música Negativa e Rotura, de 1977. Estes sucedem às películas concebidas no início de 1974, quando Hatherly frequentava o curso de estudos cinematográficos na London Film School: C.S.S. (Cut-Outs, Silk, Sand), 5 Exercícios de Animação, Fragmentos de Animação e Sopro 57-AN-39.
O filme foi posteriormente ampliado para 16 mm e convertido para digital. Em 2001, a realizadora portuguesa alterou ligeiramente a banda sonora do mesmo, sendo essa a versão definitiva que desde então tem sido mostrada. 
O Centro de Arte Moderna da Fundação Calouste Gulbenkian alberga o vídeo na sua colecção de Arte Portuguesa (inv. IM12). Na Cinemateca Portuguesa existe uma cópia em DCP, recentemente produzida com base nos materiais fílmicos originais. 

## Exibições
A sua primeira exibição na Cinemateca Portuguesa ocorreu 10 anos depois, em Abril de 1984, durante o Ciclo 25 de Abril, Imagens. Este foi apresentado juntamente com o documentário As Armas e o Povo (1975), no qual são ilustrados os primeiros seis dias da Revolução. Quarenta anos depois, ambos foram de novo exibidos na Sala M. Félix Ribeiro, no Ciclo Abril 50.
O filme foi mostrado na exposição Abril 74-04, realizada nos Paços do Concelho em Lisboa, entre 23 de Abril e 21 de Maio de 2004, no âmbito das comemorações do 30º aniversário do evento que derrubou a ditadura do Estado Novo. A série Ruas de Lisboa (1977) também integrou a exposição.
Recentemente foi digitalizada uma cópia pela Cinemateca Portuguesa, no âmbito do Plano de Recuperação e Resiliência (PRR), uma medida integrada no programa Next Generation EU. Esta foi gratuitamente disponibilizada no sítio web do projecto NOVOCINE, de 22 de Abril a 11 de Maio de 2024, celebrando assim o cinquentenário da Revolução dos Cravos.  
No mesmo ano, o filme fez igualmente parte da exposição Hoje soube-me a pouco: Introversões e Utopias Artísticas no Pós-25 de Abril, com curadoria de João Pinharanda e Sérgio Mah, no Museu de Arte, Arquitectura e Tecnologia (MAAT). Partindo da Coleção de Arte Portuguesa Fundação EDP - à qual se juntaram peças de outras coleções privadas/institucionais - a mostra privilegiou algumas linhas de futuro desencadeadas pela transição democrática, reunindo não só algumas das principais figuras da arte portuguesa contemporânea dos anos 70 e 80, mas também gerações mais recentes, cujo trabalho prossegue e expande os legados e tendências criativas que emergiram depois desse tempo pródigo de mudanças políticas e sociais .  